# 川端駅
川端駅（かわばたえき）は、北海道夕張郡由仁町川端にある北海道旅客鉄道（JR北海道）石勝線の駅である。駅番号はK17。事務管理コードは▲132101。
2024年3月16日に滝ノ上駅が廃止されて以降、石勝線で唯一普通列車のみが停車する駅となっている。

## 歴史

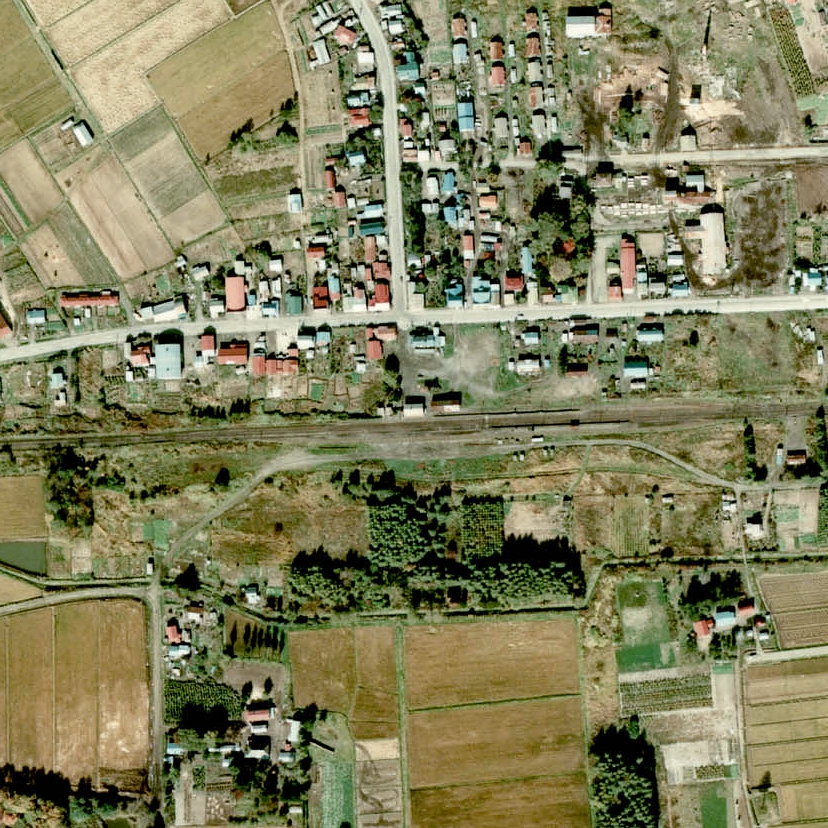
1976年の夕張線（当時）の川端駅と周囲500m範囲。右が夕張方面。

当地からの火山灰採取、周辺の木材搬出のために駅が設置された。
- 1894年（明治27年）8月1日：北海道炭礦鉄道の駅として追分 - 紅葉山（現・新夕張）間に新設。一般駅[1]。
- 1900年（明治33年）1月16日：停車場位置変更（追分寄りに約400m移動）に伴うキロ改[5][6]。
- 1906年（明治39年）10月1日：北海道炭礦鉄道の鉄道路線国有化[7]。
- 1910年代（大正時代初期）：町内大火により駅舎全焼、移転改築[4]。
- 1919年（大正8年）4月29日：北炭夕張炭砿の湿式充填用土砂採掘のため、当駅構内-火山灰採取場間に川端専用鉄道約1km開通[8]。
- 1926年（昭和2年）頃：川端専用鉄道廃止。
- 1981年（昭和56年）
  - 5月25日：貨物・荷物扱い廃止[9]。無人化[10]。
  - 8月1日：夕張線（石勝線未開業部分を含）CTC化に伴い追分駅の被管理下となる[11][12]。
  - 10月1日：石勝線開業に伴い同線の駅となる。
    - これに合わせて列車回数増加に対応するため当駅では有効長を550 m とし、運転整理用待避線（3番線）を新設する改良工事が行われている[13]。夕張線ではもともと有効長550 m を要する石炭列車が運転されていたものの、列車回数が少なく優等列車もないため、石炭列車を優先して当駅を通過扱いとすることで対応していた[13]。
- 1987年（昭和62年）4月1日：国鉄分割民営化によりJR北海道に継承[7]。
- 1994年（平成6年）7月24日：石勝線・根室線高速化工事に伴い同日に分岐器を弾性分岐器に交換[14][15]。
- 2001年（平成13年）：12月12日：同駅を発車した夕張発追分行き普通列車が、安全側線に進入し脱線。乗客2名、乗務員1名に死者・負傷者なし[16]。
  - 当日はダイヤの乱れにより、列車交換を臨時に当駅で実施することとなったが、通常通り停車中に指令員が乗務員に伝える前に、乗務員が停止信号を現示しているにもかかわらず、列車を発車させたことによるものであった[16]。

### 駅名の由来
夕張川に最も近い箇所に開設された駅であったための名称、とされている。

## 駅構造
相対式ホーム2面2線（いずれも長さ70 m）を有する地上駅で、駅舎側が3番のりば、反対側が2番のりばとなっている。両ホームは石勝線開業時の構内改良で新得方に設置された跨線橋で連絡している。かつては2面3線の構造であったが、上下副本線だった旧1番線は信号設備およびポイントが撤去され使用不可となった。他の石勝線本線の無人駅・信号場と同様、分岐器はすべてシェルターで覆われている。
追分駅管理の無人駅。

### のりば
| 番線 | 路線    | 方面 | 行先       |
| ---- | ------- | ---- | ---------- |
| 2    | ■石勝線 | 上り | 千歳方面   |
| 3    | ■石勝線 | 下り | 新夕張方面 |

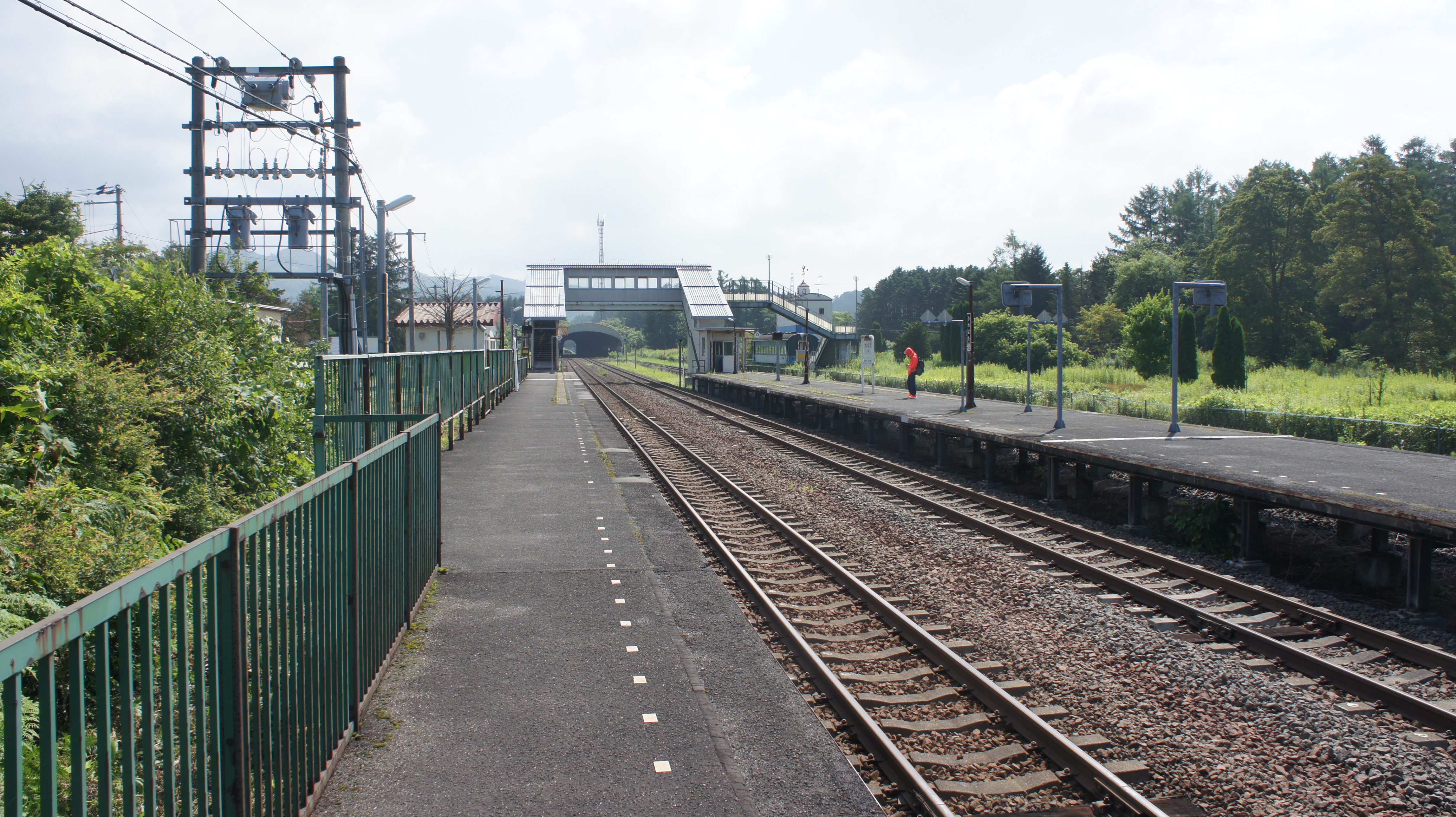
ホーム（2017年7月）
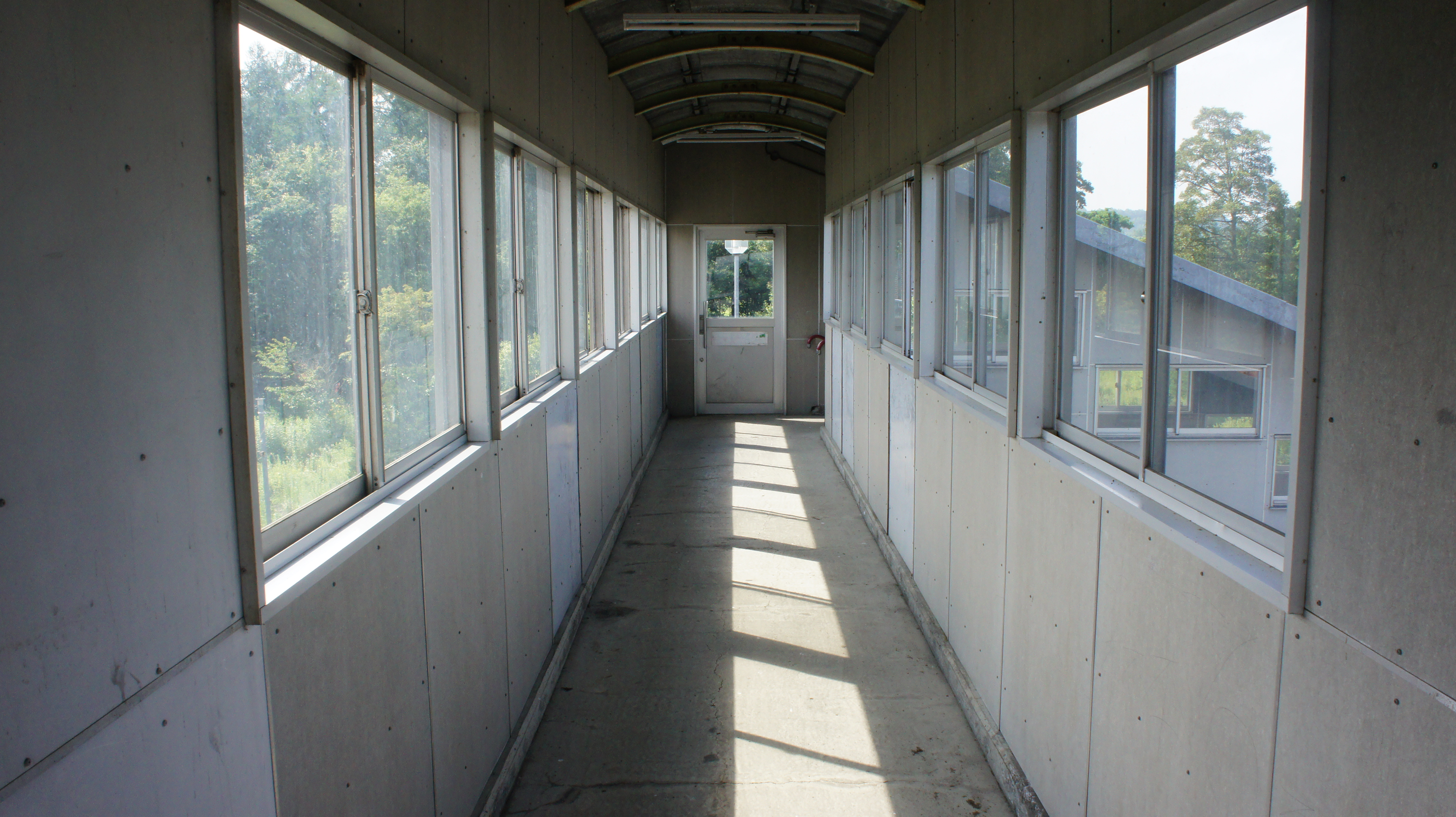
跨線橋（2017年7月）
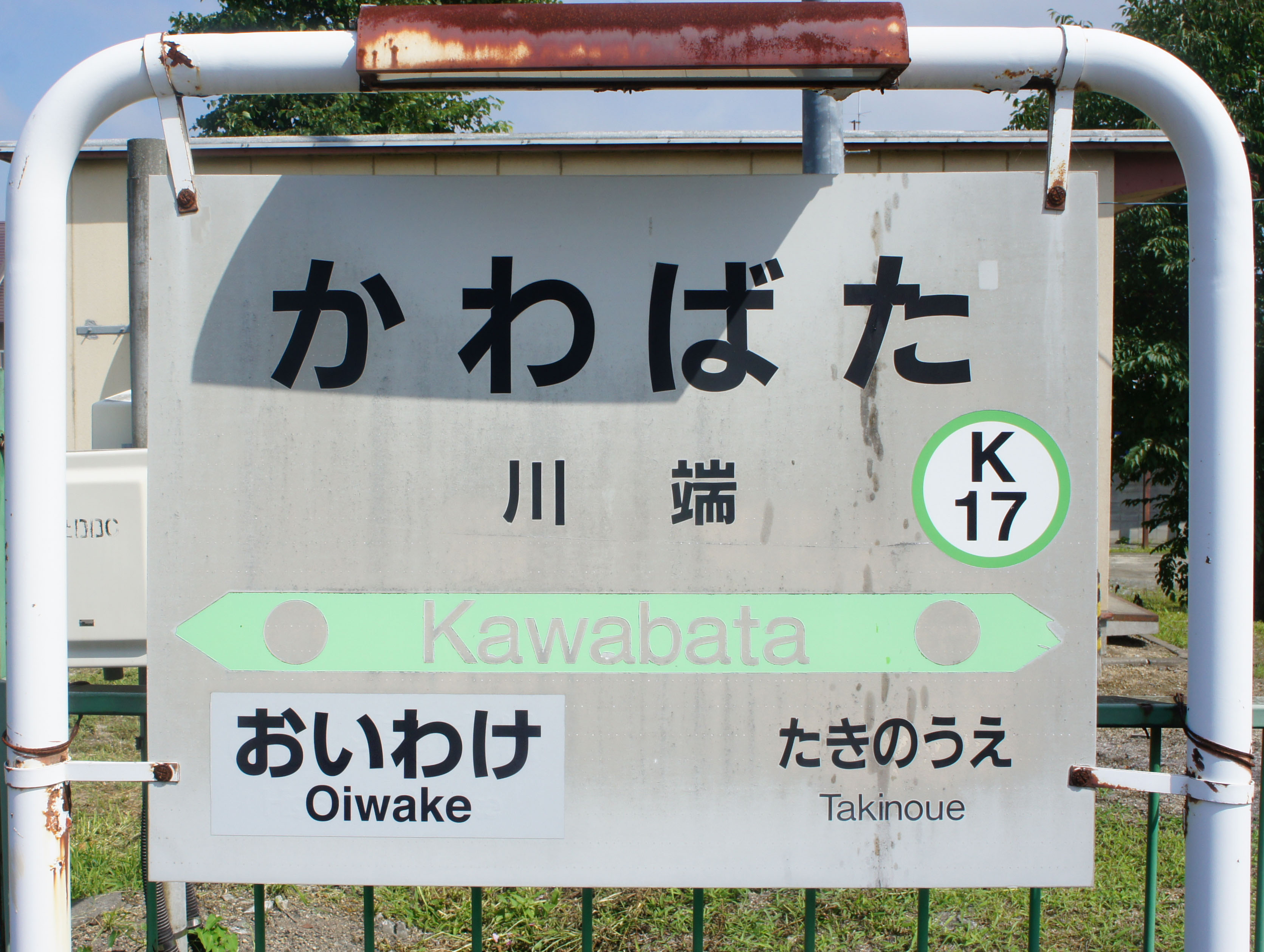
駅名標（2017年7月）

## 利用状況
乗車人員の推移は以下のとおり。年間の値のみ判明している年については、当該年度の日数で除した値を括弧書きで1日平均欄に示す。乗降人員のみが判明している場合は、1/2した値を括弧書きで記した。また、「JR調査」については、当該の年度を最終年とする過去5年間の各調査日における平均である。
| 年度               | 乗車人員   | 乗車人員 | 乗車人員     | 出典       | 備考                              |
| 年度               | 年間       | 1日平均  | JR調査       | 出典       | 備考                              |
| ------------------ | ---------- | -------- | ------------ | ---------- | --------------------------------- |
| 1967年（昭和42年） | (52,538.0) | (68.5)   |              | [ 21 ]     | 年間乗客数105,076人、1日平均137人 |
| 1985年（昭和60年） |            | (50.0)   |              | [ 22 ]     | 利用人員100人（うち定期60人）     |
| 1992年（平成04年） |            | (41.0)   |              | [ 23 ]     | 1日乗降人員：82                   |
| 2015年（平成27年） |            |          | 「10名以下」 | [ JR北 1 ] |                                   |
| 2018年（平成30年） |            |          | 「10名以下」 | [ JR北 2 ] |                                   |
| 2019年（令和元年） |            |          | 「10名以下」 | [ JR北 3 ] |                                   |
| 2020年（令和02年） |            |          | 「10名以下」 | [ JR北 4 ] |                                   |
| 2021年（令和03年） |            |          | 「10名以下」 | [ JR北 5 ] |                                   |
| 2022年（令和04年） |            |          | 「10名以下」 | [ JR北 6 ] |                                   |

## 駅周辺
商店など川端の集落がある。道央と道東を結ぶ国道274号は、札幌方面から見て当駅に向かって直進した後、当駅前で左折し、石勝線と並行するかたちとなる。
- 国道274号・北海道道462号川端追分線
- 栗山警察署川端駐在所
- 川端郵便局
- ポイントショップひらお（全日食チェーン）[24]
- どらいぶいん立石（食堂）

1990年代まで北海道中央バスにより当駅前から三川、栗山、岩見沢方面への路線が運行されていた。

## 隣の駅
北海道旅客鉄道（JR北海道）
■石勝線
追分駅 (K15） -（東追分信号場） -　川端駅 (K17）- （滝ノ下信号場） - （滝ノ上信号場） -（十三里信号場）- 新夕張駅 (K20)